# Peter Thyssen
Pour les articles homonymes, voir Thyssen.
 (décembre 2018).
Si vous disposez d'ouvrages ou d'articles de référence ou si vous connaissez des sites web de qualité traitant du thème abordé ici, merci de compléter l'article en donnant les références utiles à sa vérifiabilité et en les liant à la section « Notes et références ».
Peter Thyssen est un acteur belge néerlandophone, né le 24 octobre 1964 à Saint-Gilles-Waes, en Belgique.

## Filmographie partielle
- 2008 : Hotel op Stelten de Bart Van Leemputten : Samson
- 2017 : Double face (Het tweede gelaat) de Jan Verheyen : Agent Bewaker